# 東一宮站
東一宮站（日语：／ Higashi-Ichinomiya eki */?）是位於愛知縣一宮市大志，名古屋鐵道一宮線的鐵道車站（廢站）。

## 歷史
- 1913年（大正2年）1月25日 - 車站啟用[1]。
- 1960年（昭和35年）12月1日 - 廢除貨運業務[2]。
- 1965年（昭和40年）4月25日 一宮線（岩倉至東一宮）全線廢除，此站也被廢除[3]。

## 車站構造
截至車站廢除前，此站是地面車站，設有2面1線的月台。車站風格像一座終點站。站房為木造，在廢除前，站房上站名牌的文字還是使用舊字體「東一宮驛」書寫。
車站旁設有巴士總站，使此站有了一個交通樞紐的功能。此站與新一宮站及國鐵尾張一宮站（當時為共構與共站）之間大約為7至10分鐘步行距離。

### 配線圖
| ← 岩倉方向                                         | 東一宮站 站內配線略圖 |  |
| 图例 参考文献： 虛線與半透明的月台是雙線時代的構造 |                       |  |

## 現狀
在東一宮站廢除後，巴士總站仍然存在。車站遺址在丸榮和名鐵百貨店共同出資下建設了名鐵丸榮百貨店，後來丸榮不再合作，便改名為一宮名鐵百貨店（現時：名鐵百貨店一宮店）。在2000年，該店遷移至名鐵一宮站後便被拆毀，巴士總站也遷移至名鐵一宮站前（參見名鐵一宮站巴士總站）。
另外，在一宮線廢除後變為巴士服務後，在尾張一宮站前的下一站是「一宮名鐵百貨店前」巴士站，在該百貨店遷移後便改名為「東一宮」。現時，東一宮站遺址建設了公寓。

## 注腳
1. ↑  「軽便鉄道運輸開始」《官報》1913年2月6日（國立國會圖書館數碼化收藏）
2. ↑  名古屋鉄道広報宣伝部（編）. . 名古屋鉄道. 1994: 1004 （日语）.
3. ↑  今尾惠介（監修）.  7 東海. 新潮社. 2008: 50. ISBN 978-4-10-790025-8 （日语）.
4. ↑  神田功 「一宮線の廃線跡を辿る」，《鐵道畫刊（日语：鉄道ピクトリアル） No.624 1996年7月增刊號》，p.170，電氣車研究會（日语：電気車研究会），1996年

## 相鄰車站
名古屋鐵道
一宮線
花岡町－東一宮